# Biserica „Sfinții Trei Ierarhi” din Budieni
Biserica cu hramul „Sfinții Trei Ierarhi” din Budieni, comuna Scoarța, județul Gorj, a fost ridicată în anul 1832. Lăcașul de cult figurează pe lista monumentelor istorice 2010, cod LMI GJ-II-m-B-09250.

## Istoric și trăsături
Biserica „Sfinții Trei Ierarhi” din Parohia Budieni, comuna Scoarța, Protoieria Târgu Jiu Sud, a fost ridicată între anii 1899-1904 de către credincioșii păstoriți la acea vreme de preotul Adam Beuran, fiind sfințită de episcopul Atanasie Mironescu. Din cauza stării accentuate de degradare, în perioada 2007-2018 au fost executate ample lucrări de renovare și înfrumusețare interioară și exterioară, fiind resfințită în iunie 2018.

## Imagini

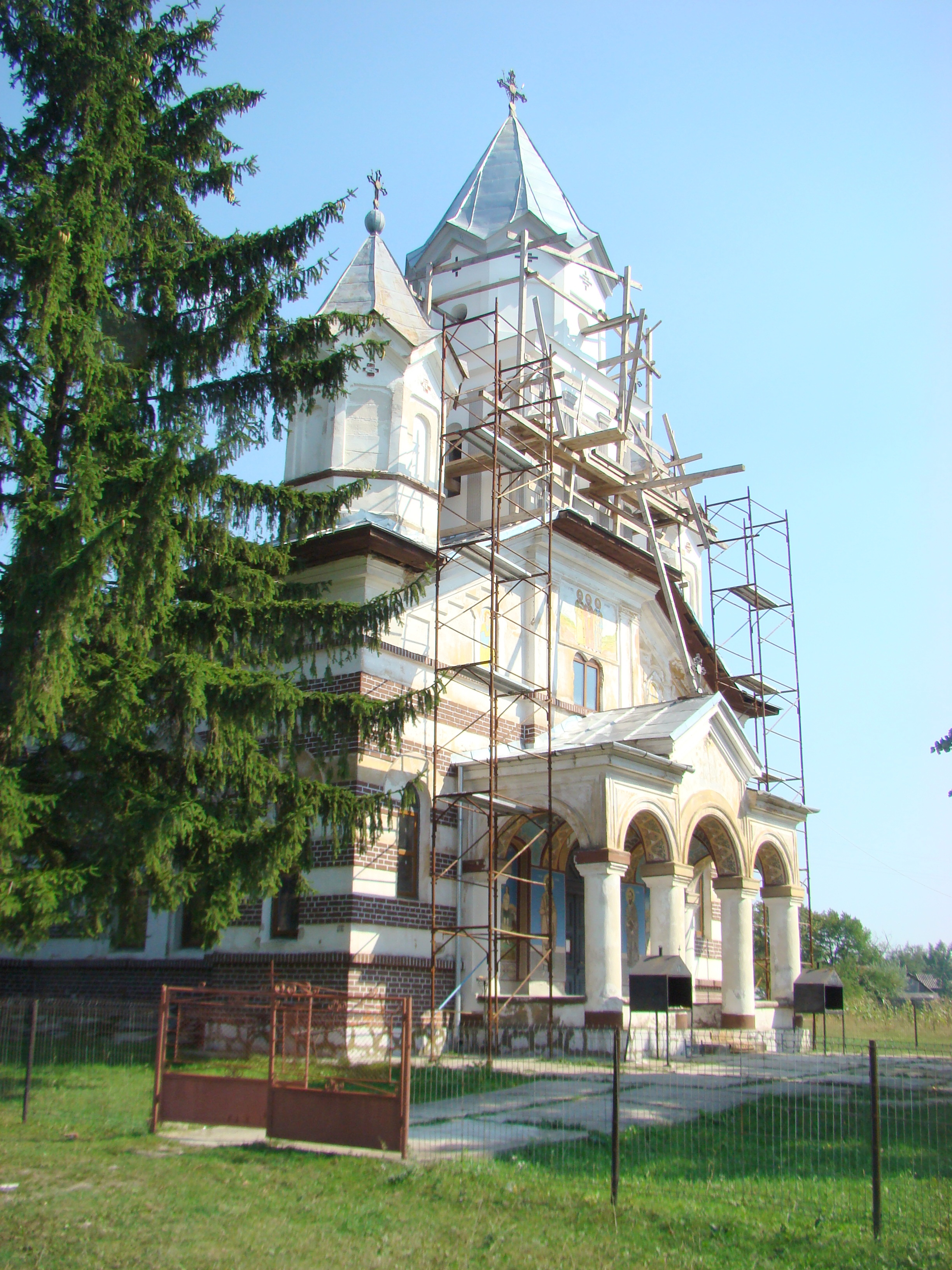
Biserica (nord-vest)
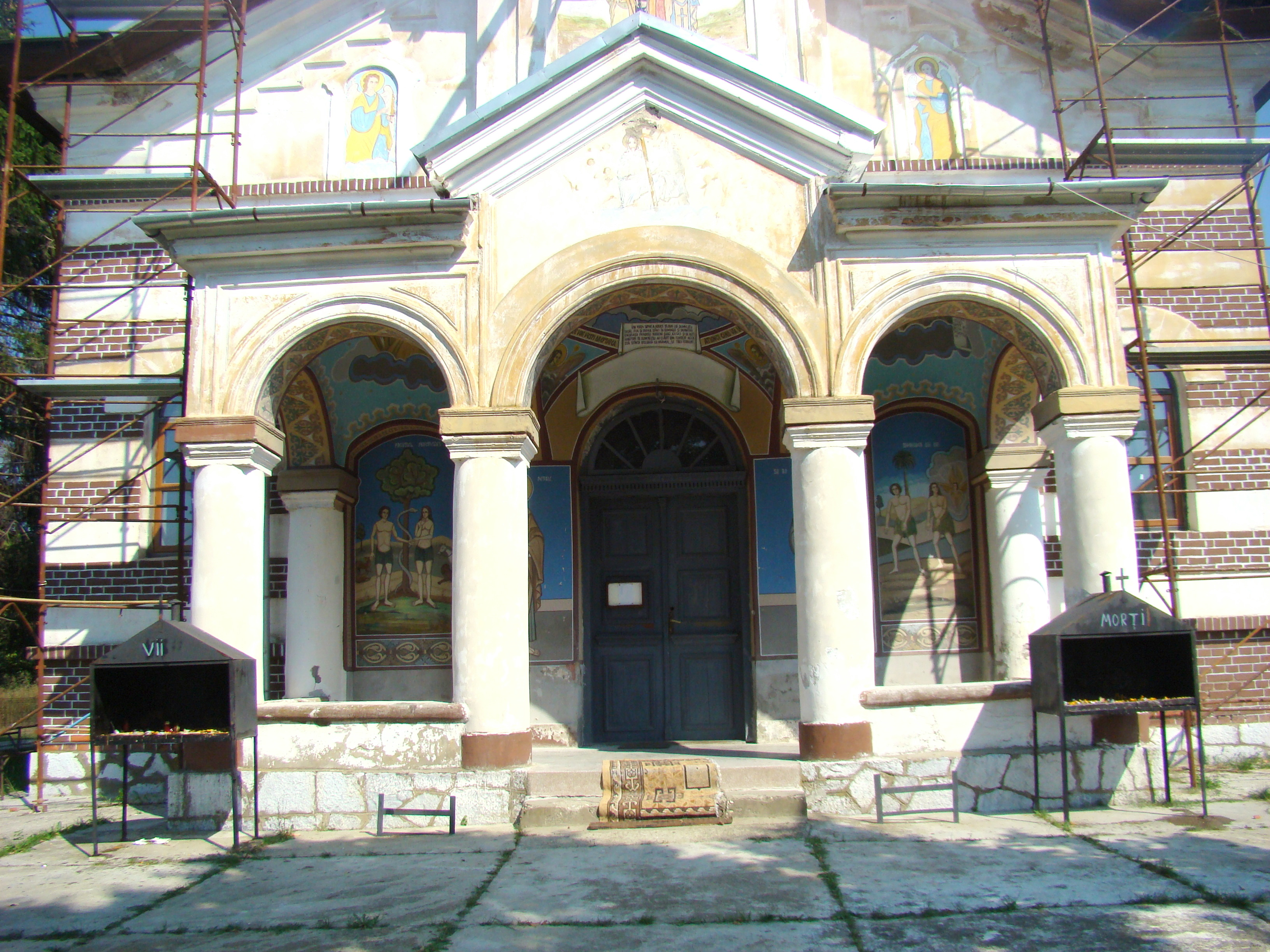
Pridvorul
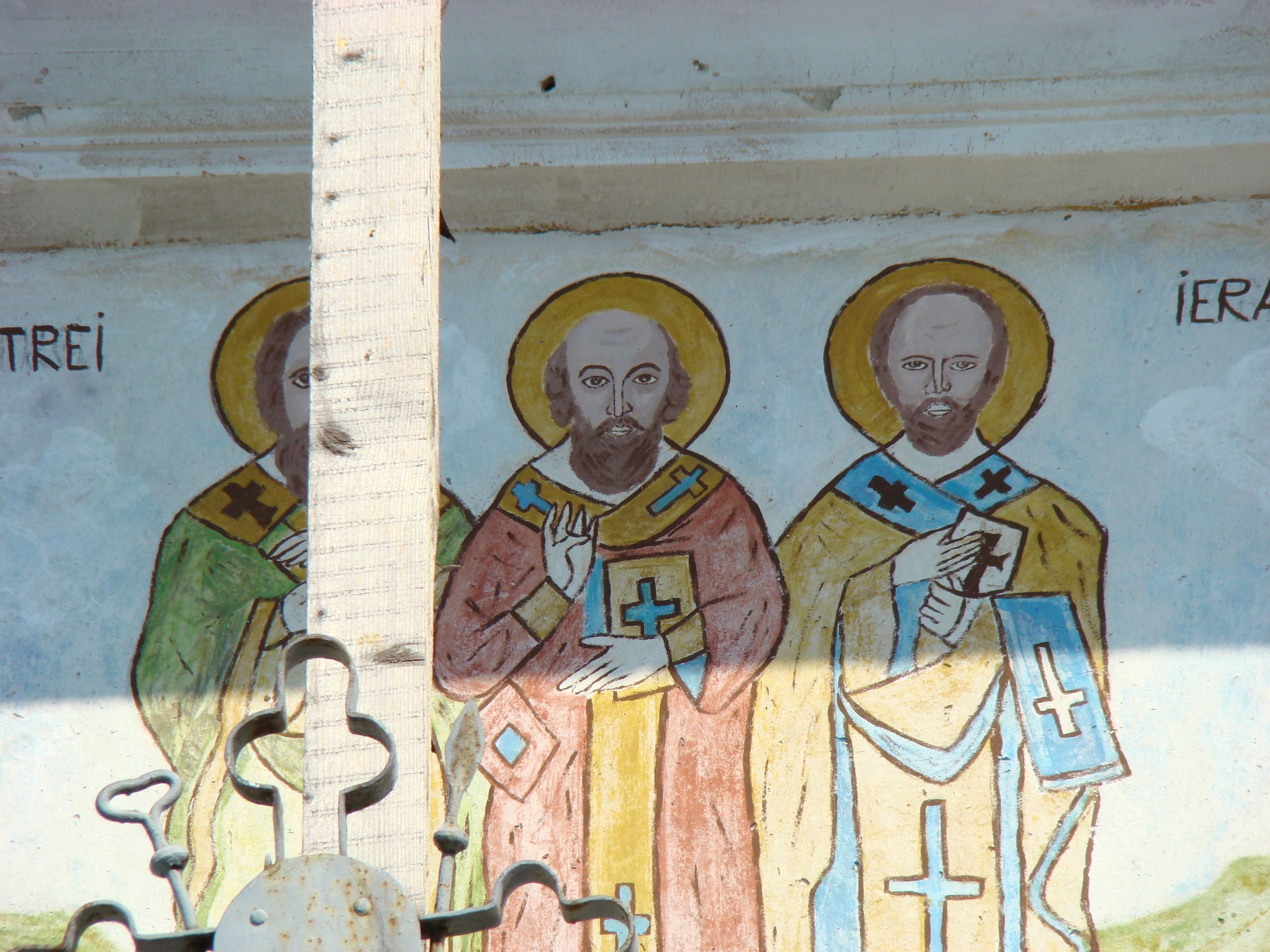
Icoana de hram
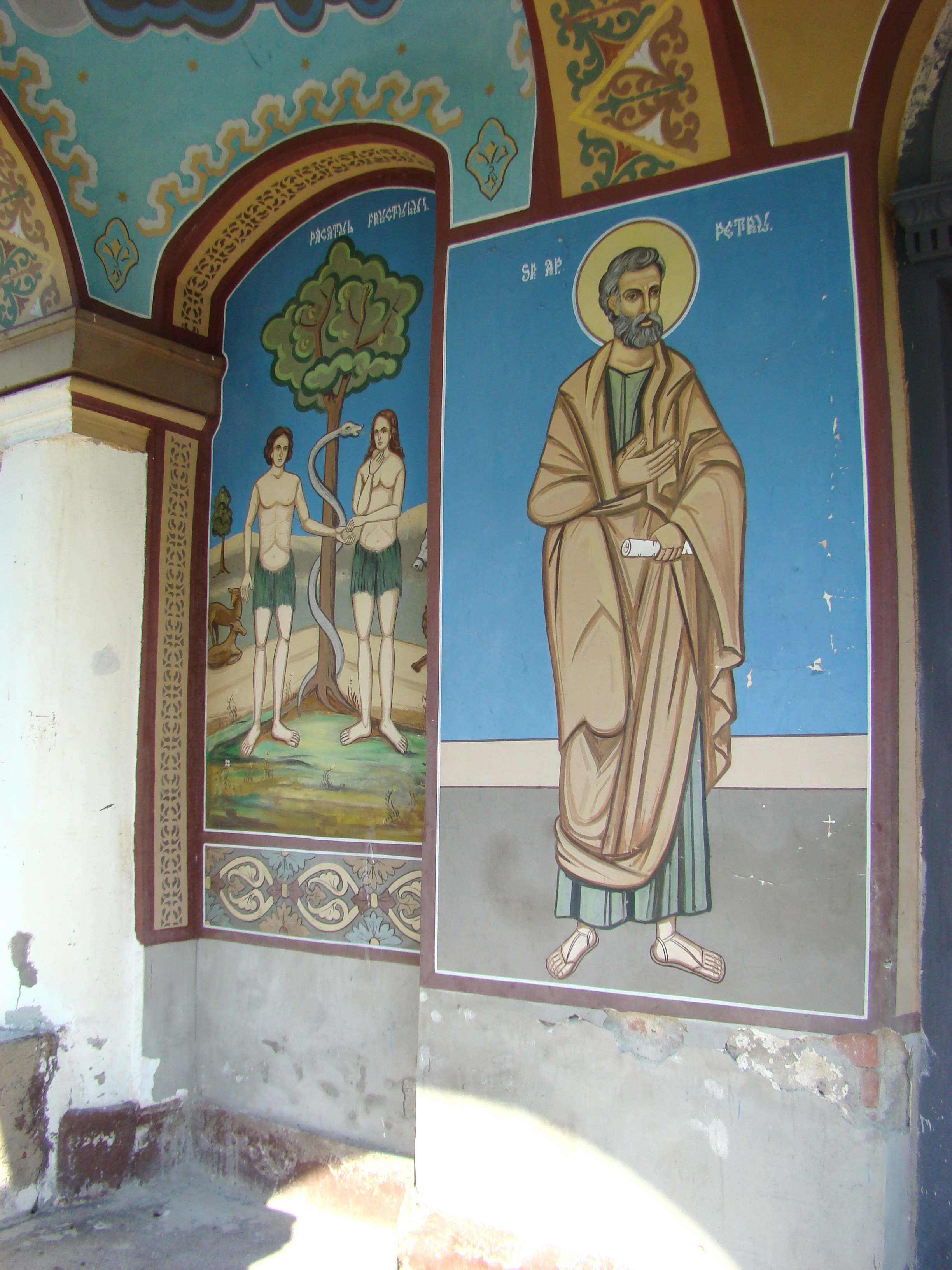
Pictura exterioară
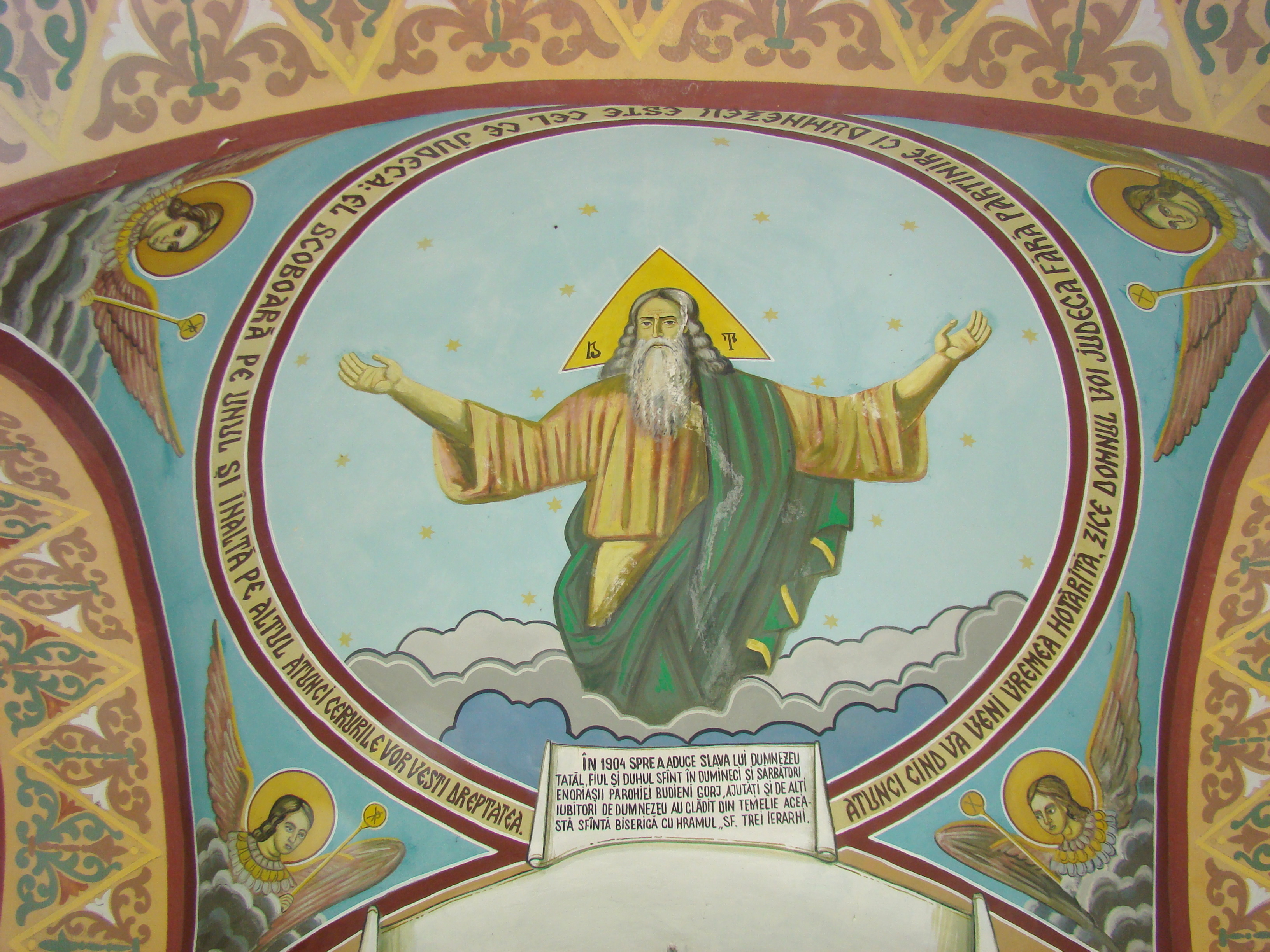
Pictura exterioară
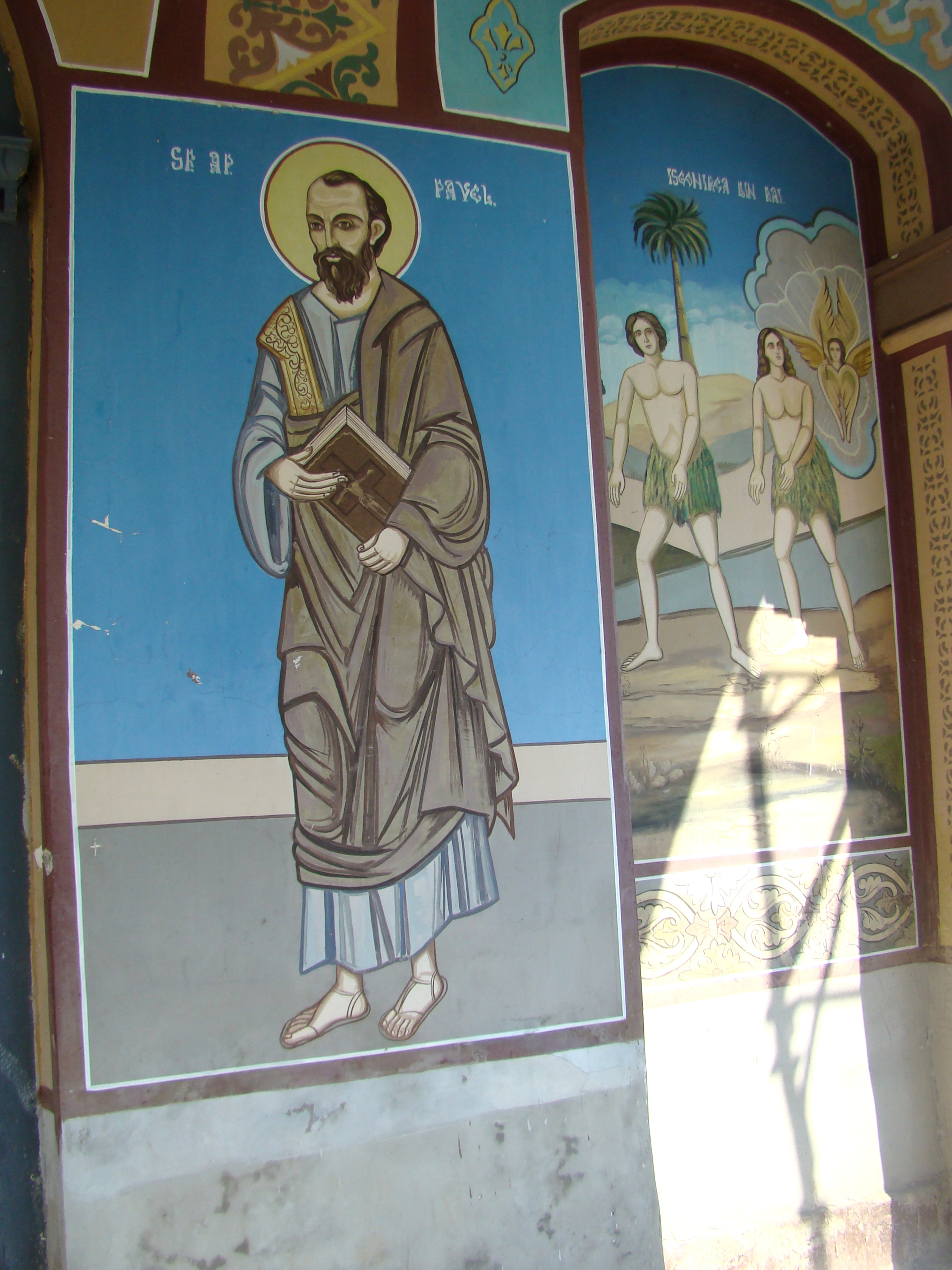
Pictura exterioară
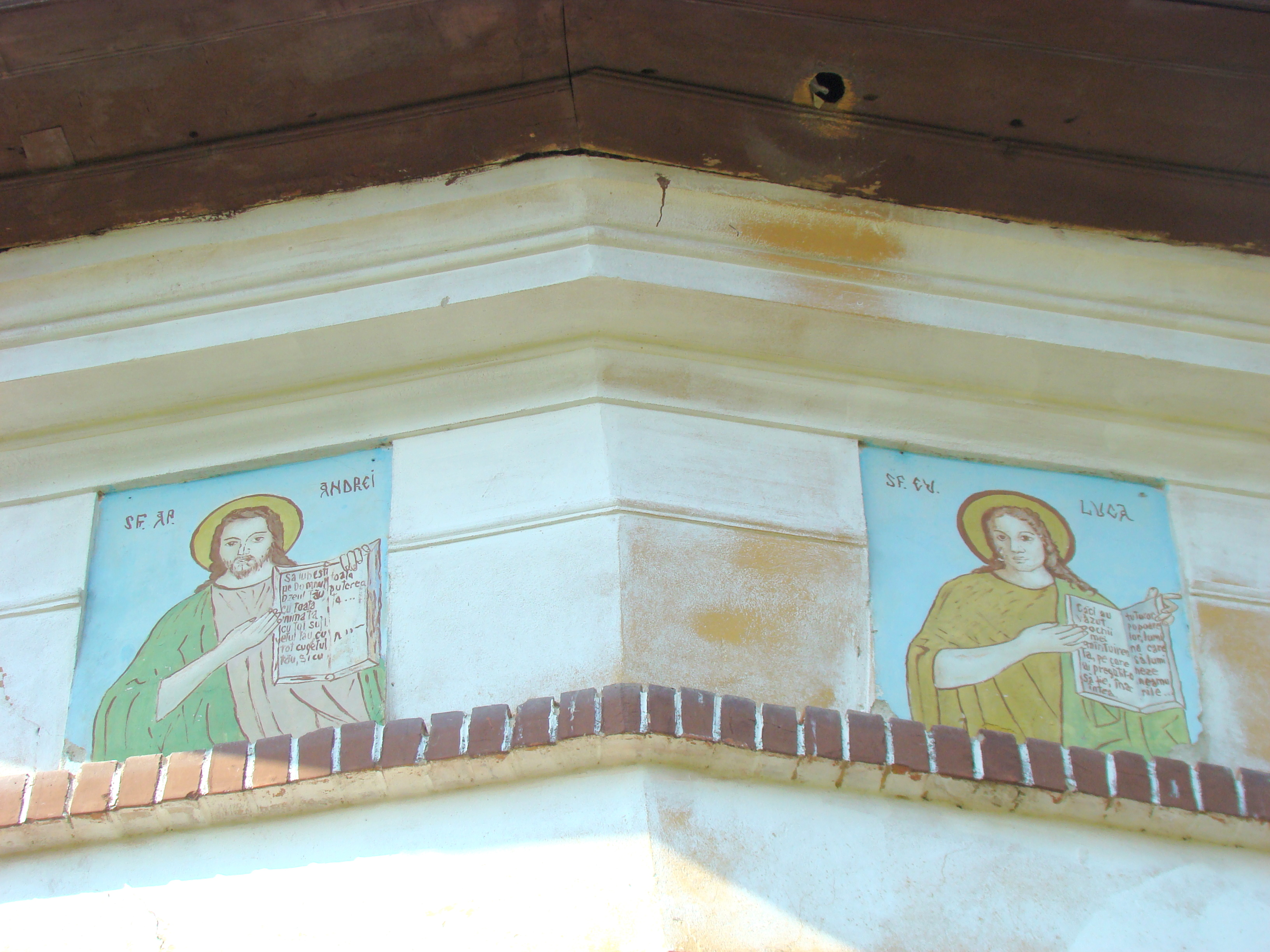
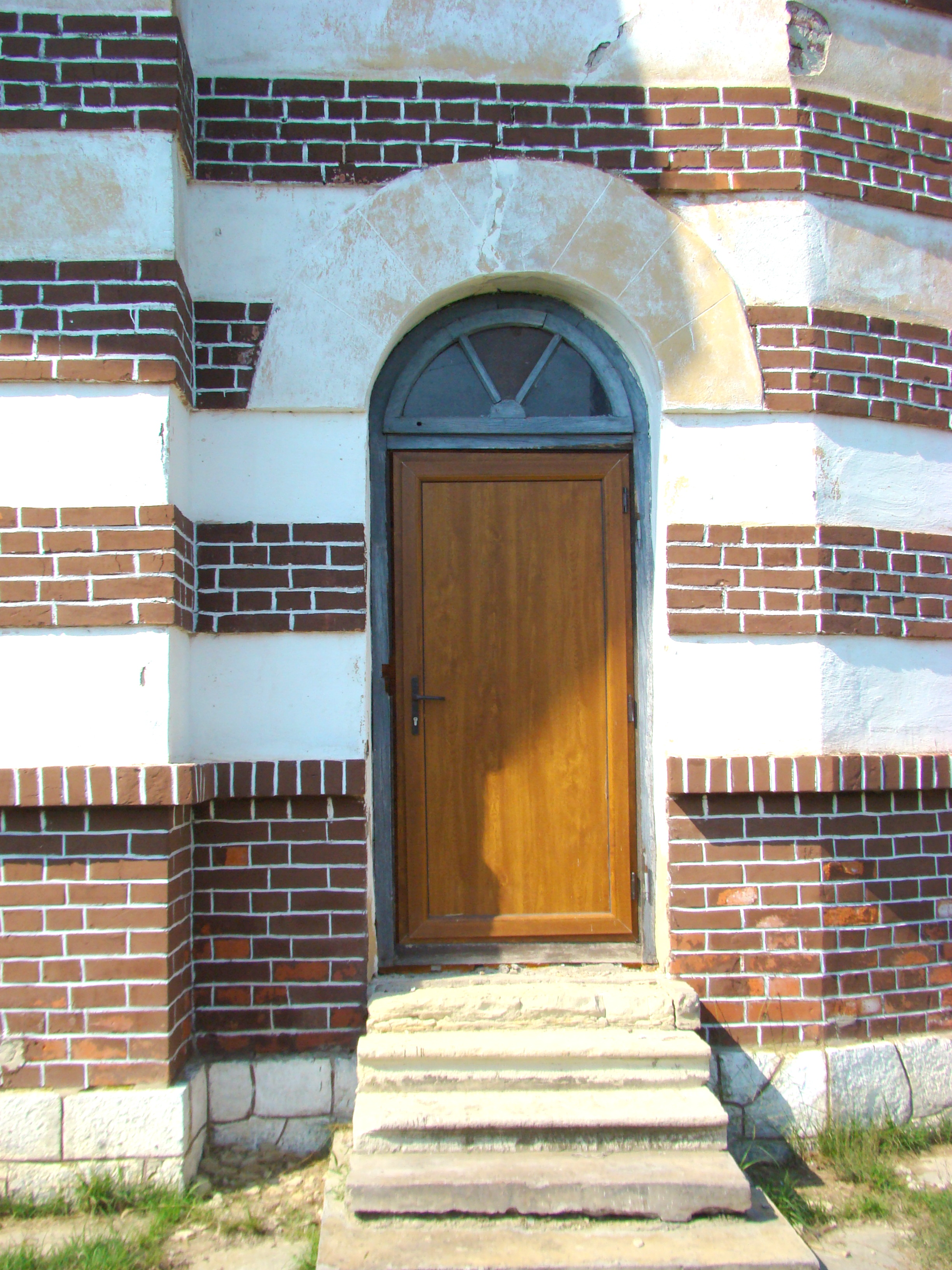
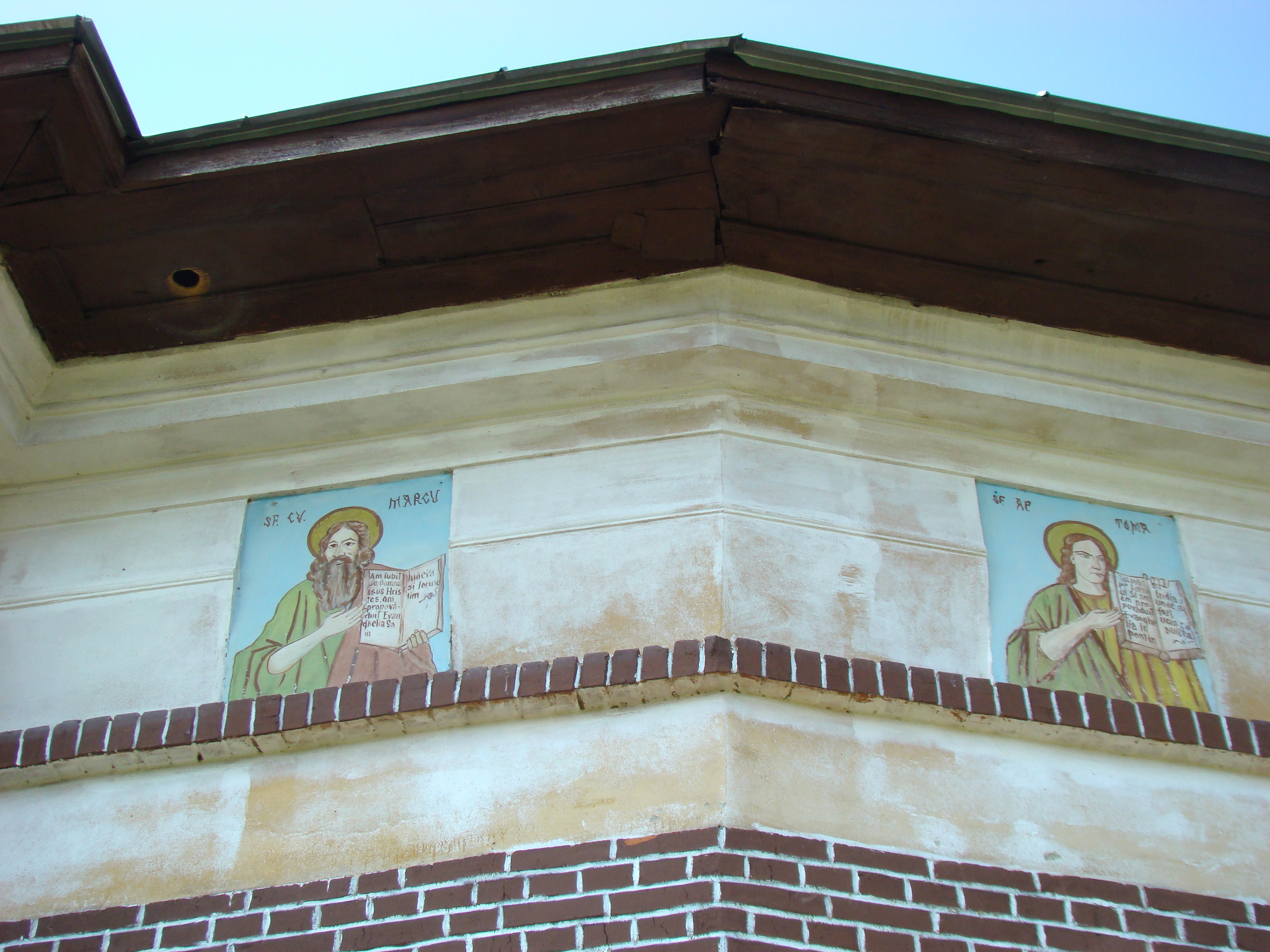
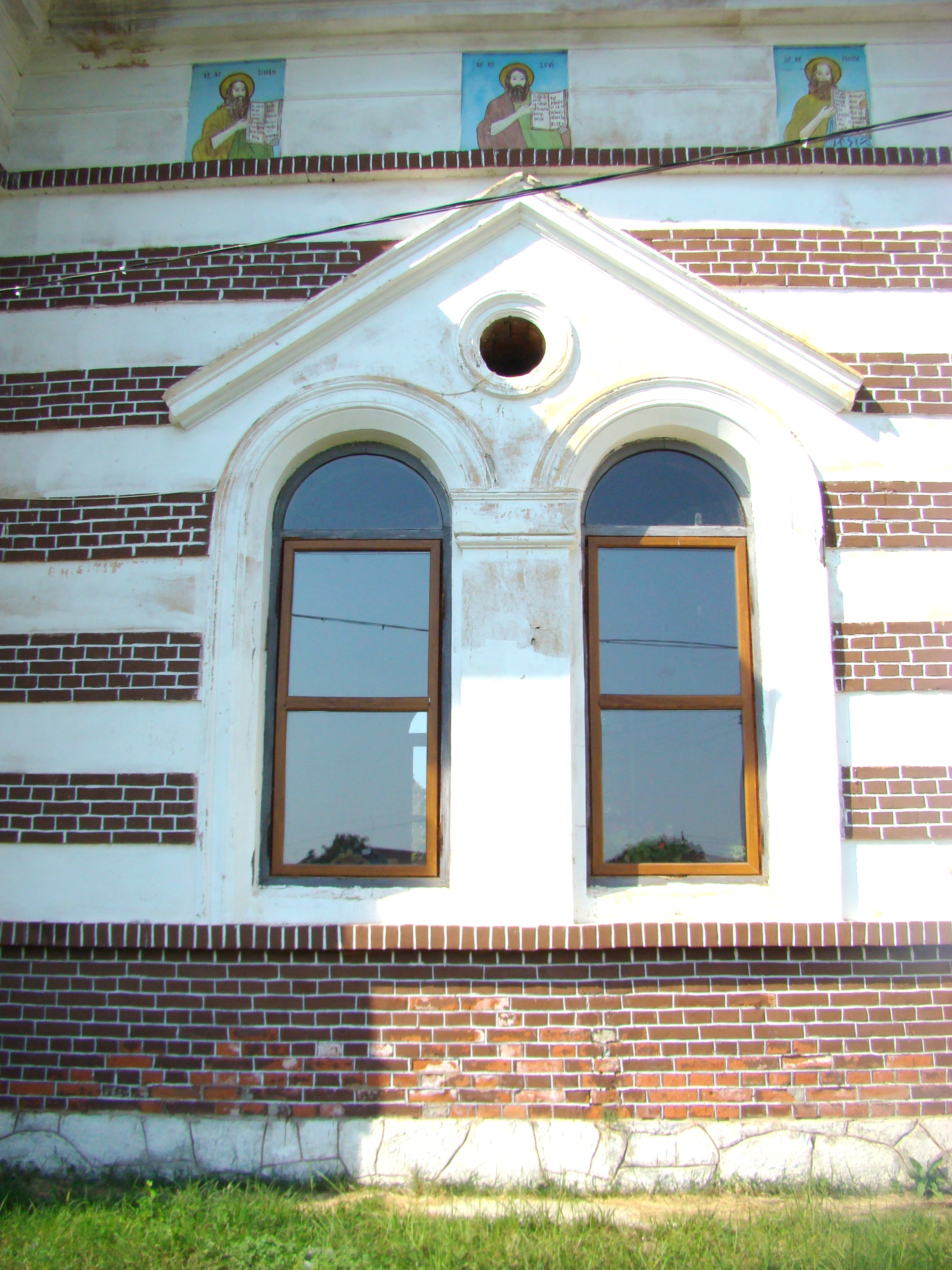
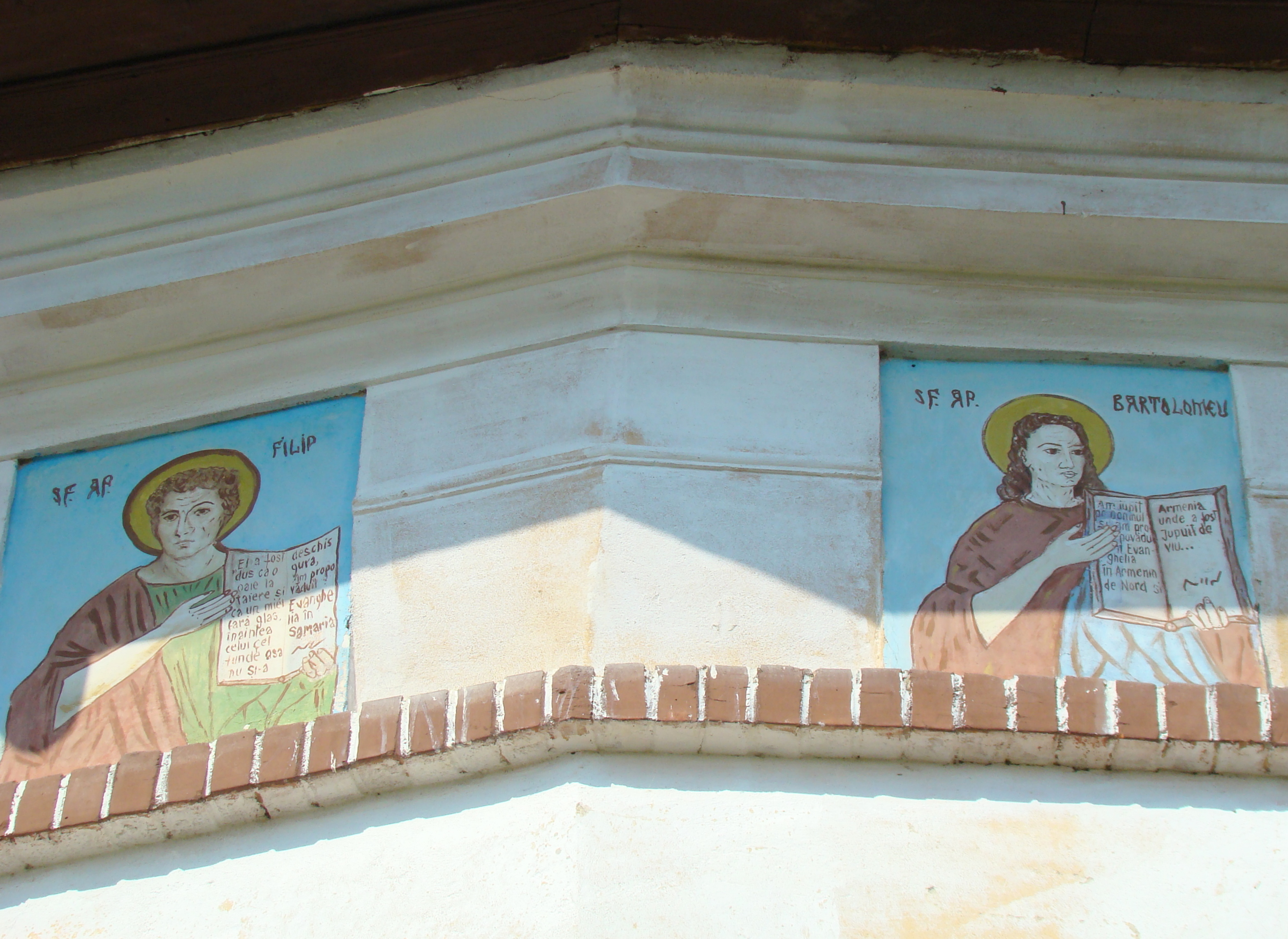
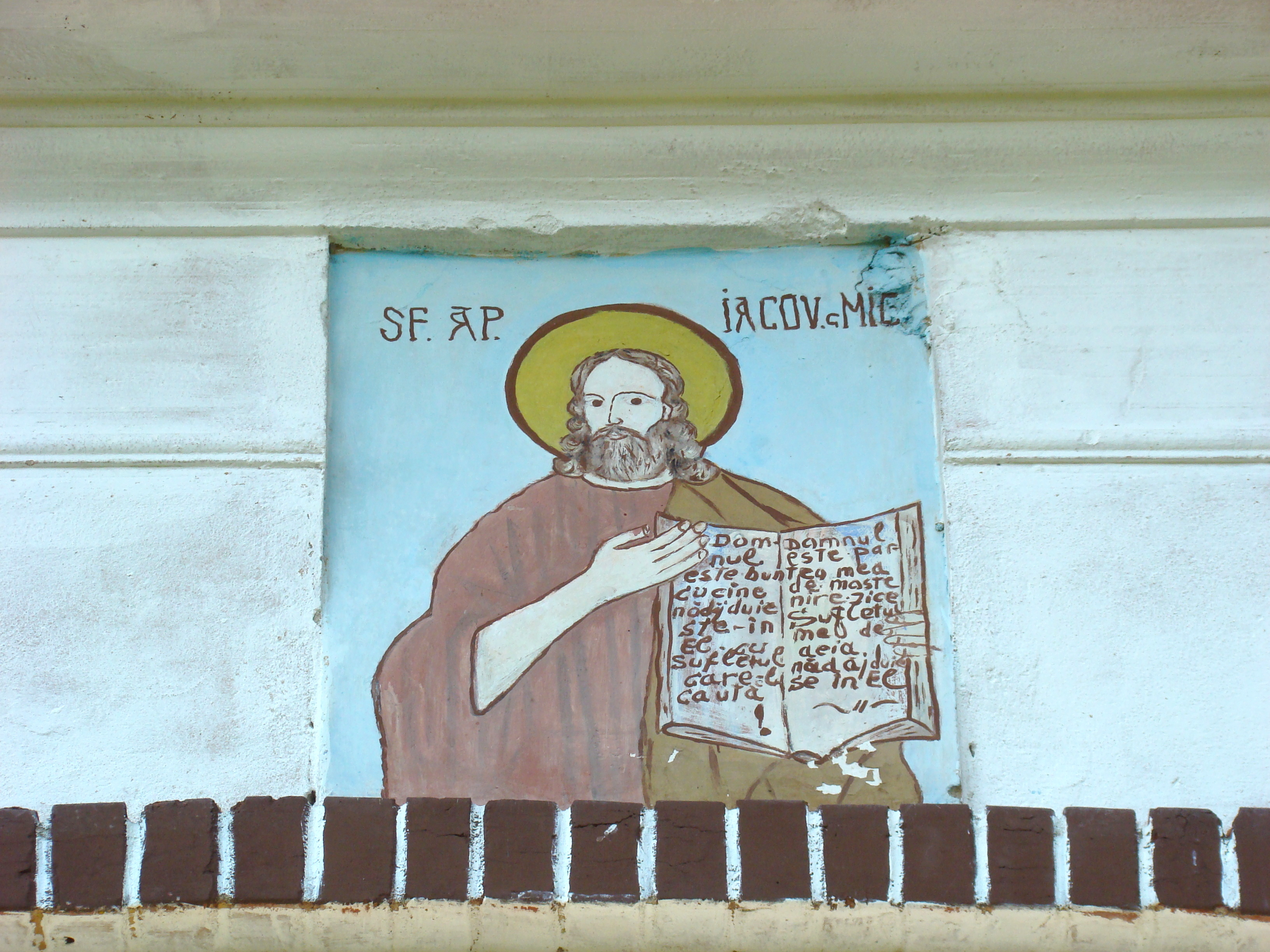
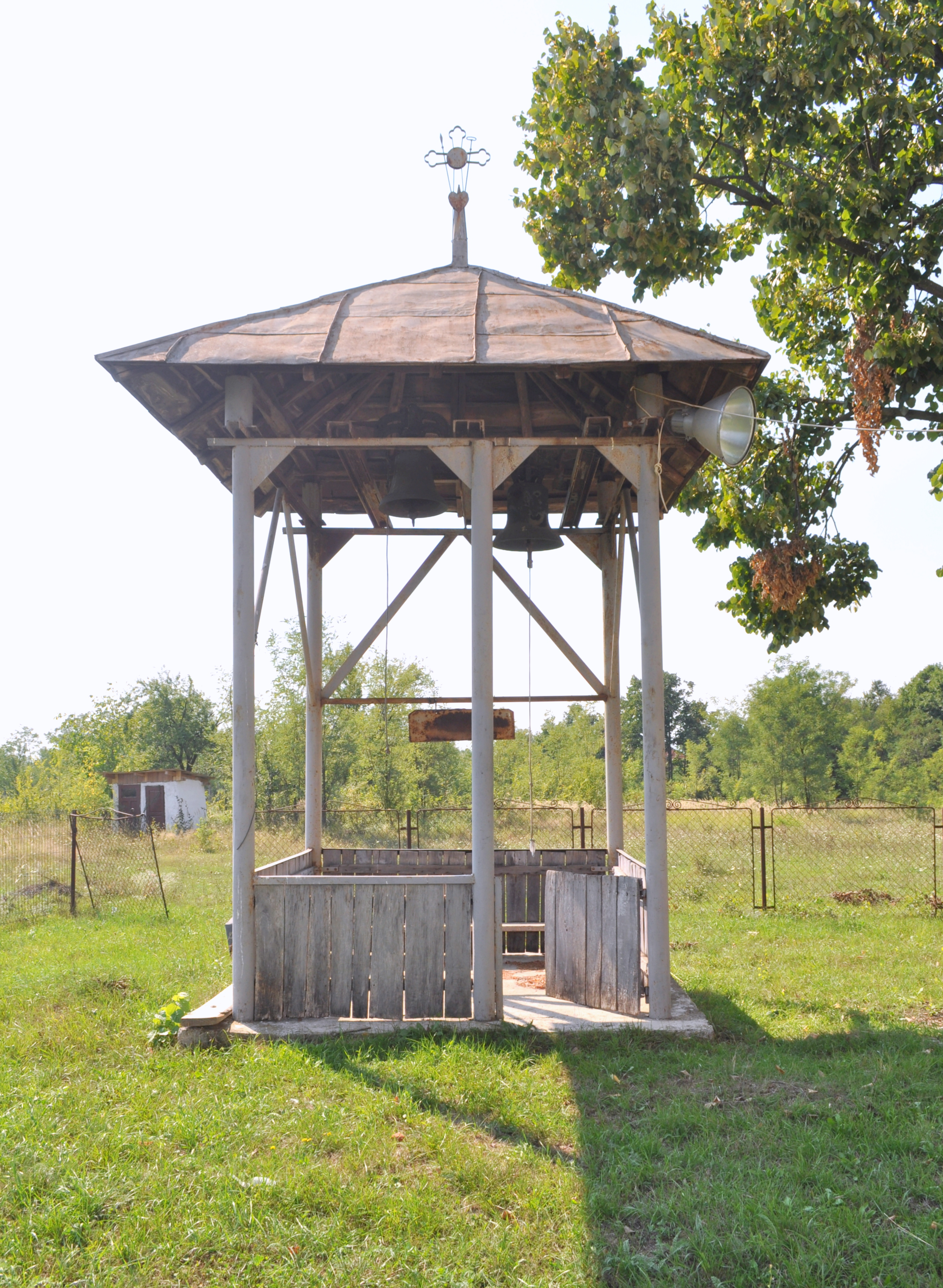
Clopotniţa
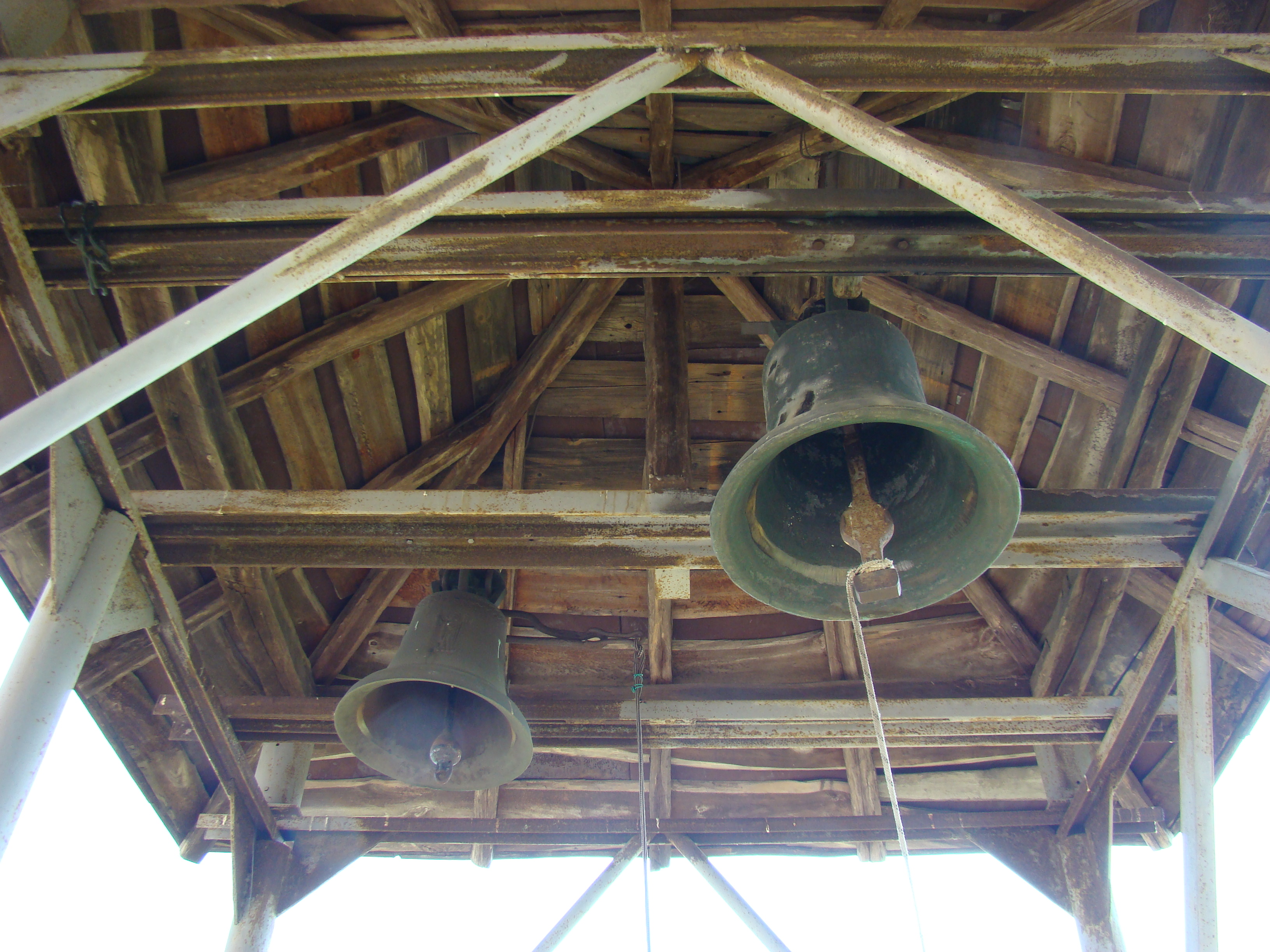
Clopotele bisericii
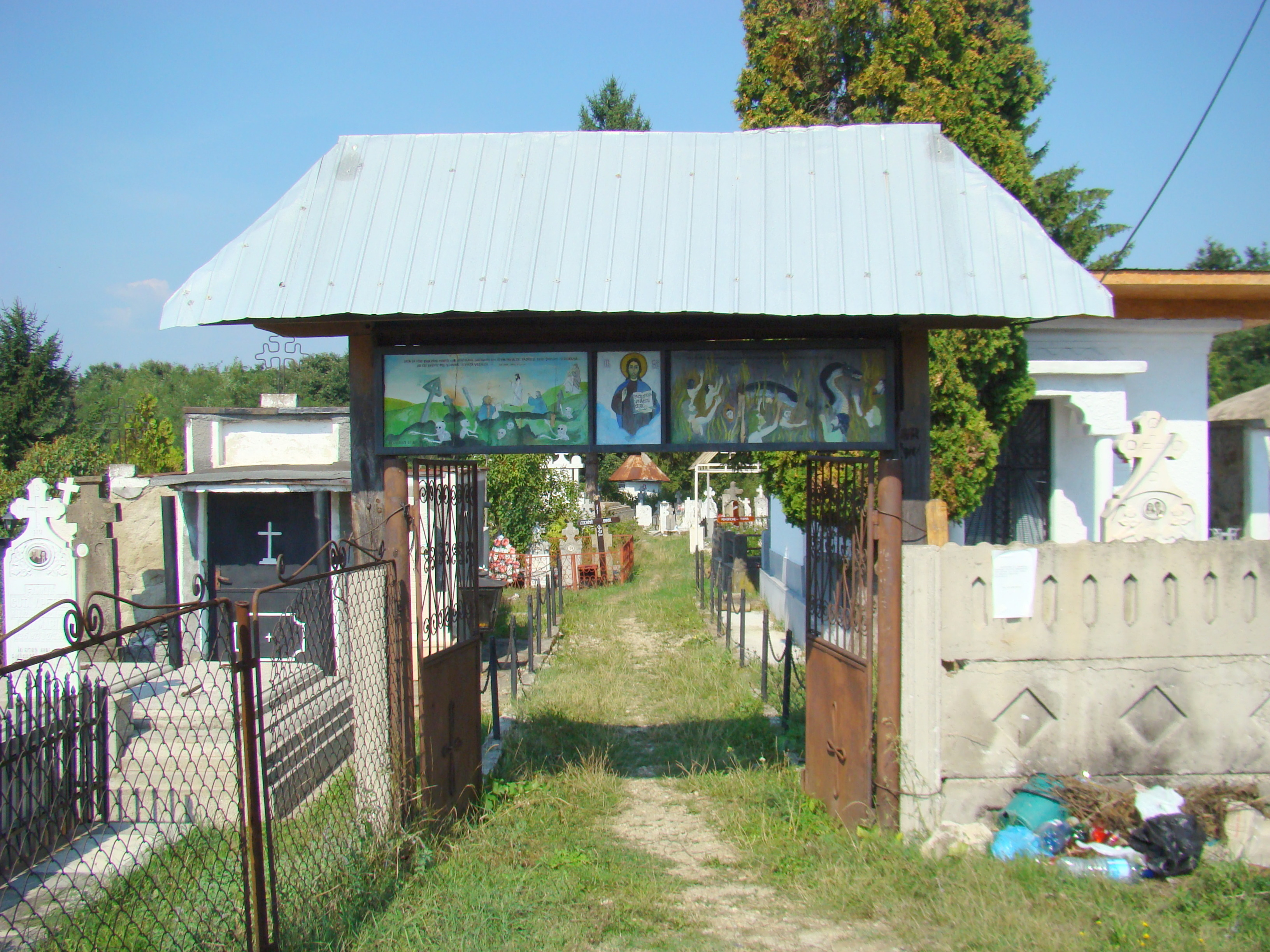
Poarta pictată